# Parque forestal Craigieburn
El parque forestal Craigieburn es un área protegida en la Isla Sur de Nueva Zelanda, adyacente al Parque nacional del Paso de Arthur al norte.
El parque está administrado por el Departamento de Conservación, y cuenta con la zona de esquí de Broken River y la zona de esquí de Craigieburn Valley. El parque es muy visitado para una serie de actividades recreativas, especialmente por la gente de Christchurch

## Geografía
El parque forestal abarca 44.694,78 hectáreas  de un paisaje principalmente montañoso. Uno de sus límites se encuentra en parte junto a la carretera estatal 73 y linda con los flancos orientales de los Alpes del Sur.
La vegetación es variada, incluyendo el haya de montaña en las zonas más bajas. El matorral es el hábitat del tītīpounamu (fusilero), el korimako (pájaro campana), el miromiro (tomtit) y el riroriro (curruca gris). Durante el verano, el pikirangi (muérdago autóctono) produce flores rojas en las copas de los árboles.
En las zonas más altas, dominan las plantas autóctonas que cubren el suelo

## Historia

### Siglo 20
El Parque Forestal de Craigieburn se creó en 1967. El Servicio Forestal de Nueva Zelanda utilizó la zona como área forestal experimental y plantó pinos silvestres (pinus contorta) en la década de 1960 para controlar la erosión.

### Siglo 21
En la década de 2010, los pinos silvestres fueron reconocidos como un riesgo de incendio. Se extendían rápidamente y amenazaban las plantaciones autóctonas cercanas, con semillas que volaban hasta 30 kilómetros. En 2020, se esperaba que los pinos silvestres cubrieran el 25% de Nueva Zelanda entre 2035 y 2050 si no se tomaban medidas.
En 2020, el Departamento de Conservación comenzó a tratar de erradicar los pinos silvestres del suelo, incluso sacando a mano los plantones de coníferas. En Mount Bruce, se utilizaron motosierras para talar 30 hectáreas de abeto Douglas maduro y se utilizaron helicópteros para sacar la madera

## Actividades recreativas

### Pista del valle de Craigieburn
La pista del valle de Craigieburn comienza junto a la carretera del campo de esquí del valle de Craigieburn, a 1,5 km de la carretera estatal 73, y atraviesa el bosque de hayas de montaña hasta llegar a los matorrales alpinos cerca de los refugios del campo de esquí y el aparcamiento
Desde 1948 hasta que se construyó la carretera en 1961, este fue el único acceso al campo de esquí de Craigieburn Valley. Los materiales para los primeros refugios del campo de esquí se transportaron por esta pista.
La pista tiene 4,5 km de ida y se tarda entre 1 y 2 horas en recorrerla. Un circuito, volviendo por la carretera del campo de esquí, lleva 2-3 horas. Hay riesgo de avalanchas

### Otras rutas de senderismo
- Camino Natural (20 min ida y vuelta), un pequeño paseo por un hayedo de montaña.
- Bridge Hill Walk (10 min ida) un paseo desde el aparcamiento del mirador hasta un aparcamiento con vistas panorámicas.
- Hut Creek Walk (60 min ida y vuelta, 1,2 km), un paseo entre Nature Trail y Bridge Hut Walk, siguiendo la zona de plantación de prueba.
- Dracophyllum Flat Track (45 min de ida, 1840 m), un paseo a un lugar de pícnic cubierto por Dracophyllum, matas nativas y pequeñas hierbas.
- Lyndon Saddle (90 min de ida, 2,3 km), una pista desde el área de pícnic, a través de Cave Stream, a través de una terraza cubierta de hierba y bajando por un bosque de hayas de montaña hasta Lyndon Saddle.
- Lyndon Saddle hasta la cumbre de Helicopter Hill (30 min de ida, 500 m), una pista que sube por una cresta empinada con pedregales abiertos entre el hayedo de montaña.
- Lyndon Saddle to Broken River ski field road (90 min de ida, 2,7 km), una pista que baja a través de terrazas glaciares bajas y luego a lo largo de Cave Stream.
- Lyndon Saddle to Craigieburn Valley Track (15 min one way, 625 m), una pista que asciende por una cara cubierta de Dracophyllum y tussock y desciende a través de un bosque de hayas hasta el Craigieburn Valley Track[2]

### Pista de paseo Cass-Lagoon

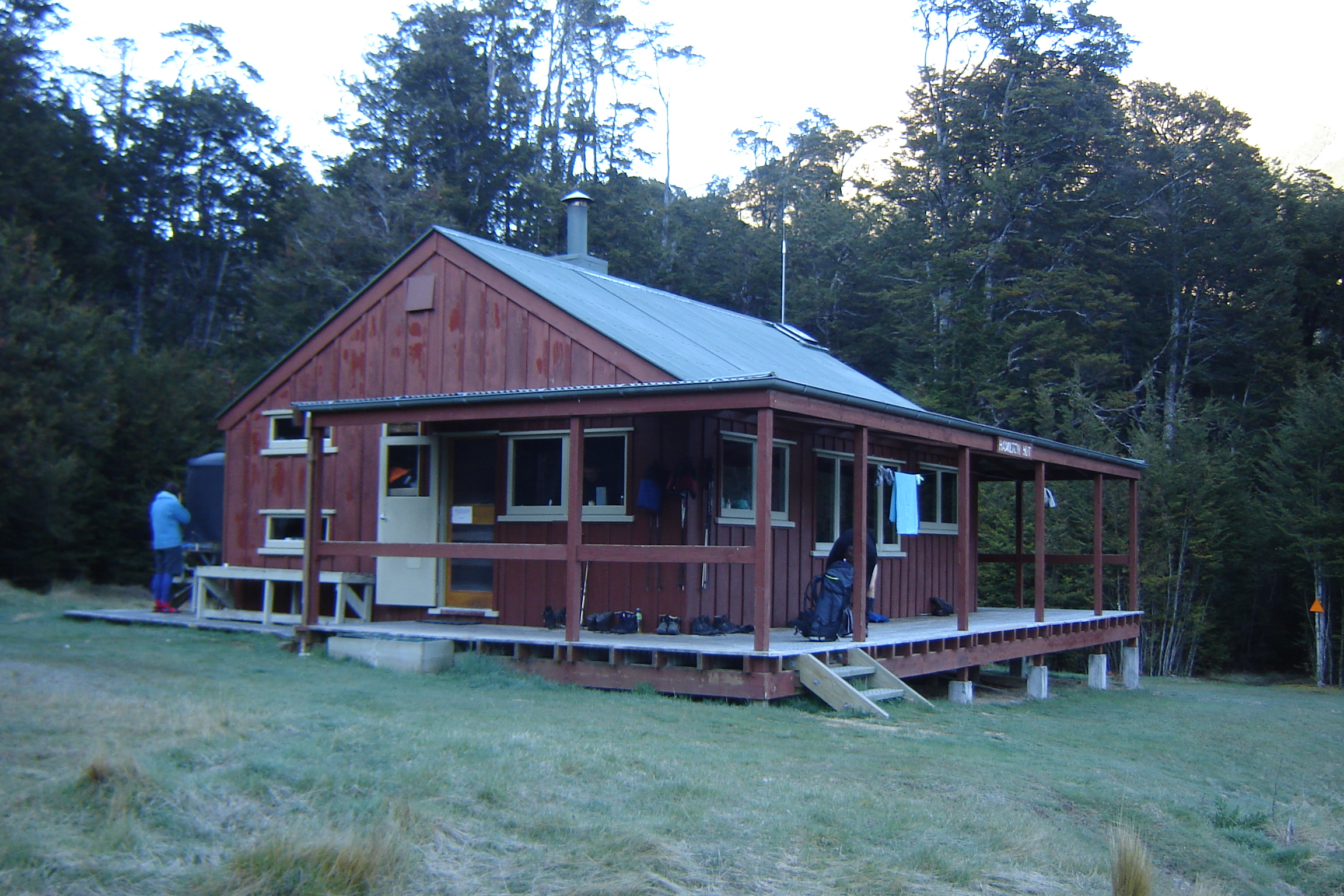
Hamilton Hut (en el punto medio del paseo Cass-Lagoon)

Panorámicas del collado Cass en el parque forestal Craigieburn

Este recorrido cruza el collado Cass (1326 metros de altura) antes de descender hasta el cómodo refugio Hamilton de 20 literas. El segundo día, tras cruzar el arroyo Hamilton (por un puente de tres hilos) y el río Harper (por un puente giratorio), la pista serpentea por el río Harper pasando por el refugio Harper antes de cruzar el collado Lagoon. Cerca de la cima del collado se encuentra el refugio del collado Lagoon. El camino desciende por el monte Bruce hasta el aparcamiento de Cora Lynn.
Es una excursión de fin de semana muy popular, ya que es fácilmente accesible desde Christchurch. Es apta sólo para senderistas experimentados. Tiene una longitud aproximada de 34 kilómetros y sube y baja un total de 2100 metros

### Pistas de senderismo del collado Camp
Las pistas del collado Camp son pistas de montaña, con peligro de clima extremo, avalanchas y desprendimientos de rocas.
- Broken River Skifield Road hasta el collado Camp (1-2 horas de ida), la forma más fácil de llegar al collado Camp.
- Del collado Camp  al collado Lyndon (1-2 horas de ida), una pista a lo largo de la cresta y luego por una pendiente de pedregal hasta el bosque de hayas.
- Craigieburn Valley Track hasta el collado Camp (2 h de ida), un camino a través de un bosque de hayas y que sube por una pendiente de pedregal.[2]

### Pistas de senderismo de la cuenca de esquí
Hay acceso a pie a las cuencas de los campos de esquí de Broken River y Craigieburn durante los meses de verano. Las zonas son duras y alpinas, y no hay rutas marcadas por encima de la línea de arbustos. Los senderistas en forma podrán llegar a la cresta principal y a los picos rocosos, mientras que otros caminantes pueden preferir el monte bajo.
- Cabañas Broken River Skifield Basin (2-3 h ida y vuelta), una caminata siguiendo la pista en zig-zag o la carretera principal de esquí.
- Cresta de Broken River Skifield Basin (4-5 horas de regreso), un camino a la cuenca de cespitosas con otras rutas obvias hasta la cresta principal y hacia Nervous Knob.
- Craigieburn Skifield Basin (5-6 horas de regreso a la cresta principal), un camino de acceso por el valle escarpado hasta el pico Hamilton de 1923 metros.
- Desde la cuenca del campo de esquí Craigieburn hasta la cuenca del campo de esquí de Broken River, una ruta que atraviesa la cresta hasta Nervous Knob y que es adecuada solo para senderistas y escaladores experimentados.[2]